# العلاقات الرومانية المولدوفية
العلاقات الرومانية المولدوفية هي العلاقات الثنائية التي تجمع بين رومانيا ومولدوفا.

## مقارنة بين البلدين
هذه مقارنة عامة ومرجعية للدولتين:
| وجه المقارنة                                              | رومانيا                                                                               | مولدوفا                           |
| --------------------------------------------------------- | ------------------------------------------------------------------------------------- | --------------------------------- |
| المساحة (كم2)                                             | 238.40 ألف                                                                            | 33.85 ألف                         |
| عدد السكان (نسمة)                                         | 19.59 مليون                                                                           | 2.55 مليون                        |
| الكثافة السكانية (ن./كم²)                                 | 82.17                                                                                 | 75.33                             |
| العاصمة                                                   | بوخارست                                                                               | كيشيناو                           |
| اللغة الرسمية                                             | اللغة الرومانية                                                                       | اللغة المولدوفية، اللغة الرومانية |
| العملة                                                    | ليو روماني                                                                            | ليو مولدوفي                       |
| الناتج المحلي الإجمالي (بليون دولار)                      | 211.80 مليار                                                                          | 8.13 مليار                        |
| الناتج المحلي الإجمالي (تعادل القوة الشرائية) بليون دولار | 465.56 مليار                                                                          | 17.94 مليار                       |
| الناتج المحلي الإجمالي الاسمي للفرد دولار أمريكي          | 9.47 ألف                                                                              | 3.65 ألف                          |
| الناتج المحلي الإجمالي للفرد دولار أمريكي                 | 23.63 ألف                                                                             | 4.98 ألف                          |
| مؤشر التنمية البشرية                                      | 0.793                                                                                 | 0.693                             |
| رمز المكالمات الدولي                                      | +40                                                                                   | +373                              |
| رمز الإنترنت                                              | .ro                                                                                   | .md                               |
| المنطقة الزمنية                                           | ت ع م+02:00، ت ع م+03:00، أوروبا/بوخارست ‏، توقيت شرق أوروبا، توقيت شرق أوروبا الصيفي ‏ | ت ع م+02:00، ت ع م+03:00          |

## مدن متوأمة
في ما يلي قائمة باتفاقيات التوأمة بين مدن رومانية ومولدوفية:
- ترتبط فاسلوي مع ريف كاهول باتفاقية توأمة.
- ترتبط Dorohoi [الإنجليزية]‏ مع Drochia [الإنجليزية]‏ باتفاقية توأمة.
- ترتبط ميركورا تشيوك مع بالتسي باتفاقية توأمة.
- ترتبط Rădăuți [الإنجليزية]‏ مع Drochia [الإنجليزية]‏ باتفاقية توأمة.
- ترتبط Murfatlar [الإنجليزية]‏ مع Căinari [الإنجليزية]‏ باتفاقية توأمة.
- ترتبط Târgu Neamț [الإنجليزية]‏ مع Telenești [الإنجليزية]‏ باتفاقية توأمة.
- ترتبط Năvodari [الإنجليزية]‏ مع Rîșcani [الإنجليزية]‏ باتفاقية توأمة.
- ترتبط Recea, Maramureș [الإنجليزية]‏ مع Recea, Strășeni [الإنجليزية]‏ باتفاقية توأمة.
- ترتبط Mizil [الإنجليزية]‏ مع Iargara [الإنجليزية]‏ باتفاقية توأمة.
- ترتبط مجيدية مع ريف كاهول باتفاقية توأمة.
- ترتبط بياترا نيامتس مع Orhei [الإنجليزية]‏ باتفاقية توأمة منذ 1998.[20]
- ترتبط Râmnicu Sărat [الإنجليزية]‏ مع Edineț [الإنجليزية]‏ باتفاقية توأمة.
- ترتبط توبرايسار مع Ialoveni [الإنجليزية]‏ باتفاقية توأمة.
- ترتبط Flămânzi [الإنجليزية]‏ مع Soroca [الإنجليزية]‏ باتفاقية توأمة.
- ترتبط لوغوج مع نيسبوريني [الإنجليزية]‏ باتفاقية توأمة منذ 1983.[21][22][23][24]
- ترتبط Vetrișoaia [الإنجليزية]‏ مع Leova [الإنجليزية]‏ باتفاقية توأمة.
- ترتبط كالاراش مع Călărași, Moldova [الإنجليزية]‏ باتفاقية توأمة.
- ترتبط بوتوشاني مع Glodeni [الإنجليزية]‏ باتفاقية توأمة منذ 28 فبراير 2002.[25][26][27][25]
- ترتبط ألبا يوليا مع كيشيناو باتفاقية توأمة منذ 19 سبتمبر 2006.[28][29][30][31]
- ترتبط Orăștie [الإنجليزية]‏ مع Criuleni [الإنجليزية]‏ باتفاقية توأمة.
- ترتبط Sebeș [الإنجليزية]‏ مع Strășeni [الإنجليزية]‏ باتفاقية توأمة.
- ترتبط Blaj [الإنجليزية]‏ مع Durlești [الإنجليزية]‏ باتفاقية توأمة.
- ترتبط هوشي مع Sîngera [الإنجليزية]‏ باتفاقية توأمة.
- ترتبط Bicaz [الإنجليزية]‏ مع Orhei [الإنجليزية]‏ باتفاقية توأمة.
- ترتبط Reghin [الإنجليزية]‏ مع Ungheni [الإنجليزية]‏ باتفاقية توأمة.
- ترتبط Vălenii de Munte [الإنجليزية]‏ مع سيميشليا باتفاقية توأمة.
- ترتبط توميشت مع Ialoveni [الإنجليزية]‏ باتفاقية توأمة.
- ترتبط ياش مع كيشيناو باتفاقية توأمة منذ 16 يوليو 2003.
- ترتبط بلويشت مع هينسشتي باتفاقية توأمة.
- ترتبط Hârlău [الإنجليزية]‏ مع Sîngerei [الإنجليزية]‏ باتفاقية توأمة.
- ترتبط بوخارست مع كيشيناو باتفاقية توأمة منذ 1999.[32][32][33][33]

## منظمات دولية مشتركة
يشترك البلدان في عضوية مجموعة من المنظمات الدولية، منها:
| علم المنظمة | اسم المنظمة                               | تاريخ انضمام رومانيا | تاريخ انضمام مولدوفا |
| ----------- | ----------------------------------------- | -------------------- | -------------------- |
|             | المنظمة الأوروبية لسلامة الملاحة الجوية   | 1996                 | 2000                 |
|             | منظمة الشرطة الجنائية الدولية             | ?                    | ?                    |
|             | الاتحاد البريدي العالمي                   | ?                    | ?                    |
|             | منظمة التجارة العالمية                    | 1995                 | ?                    |
|             | الفريق المعني برصد الأرض                  | ?                    | ?                    |
|             | مؤسسة التنمية الدولية                     | 12 أبريل 2014        | 14 يونيو 1994        |
|             | منظمة الأمن والتعاون في أوروبا            | 25 يونيو 1973        | 30 يناير 1992        |
|             | مؤسسة التمويل الدولية                     | 23 سبتمبر 1990       | 10 مارس 1995         |
|             | مجلس أوروبا                               | 7 أكتوبر 1993        | ?                    |
|             | منظمة حظر الأسلحة الكيميائية              | ?                    | ?                    |
|             | الأمم المتحدة                             | 14 ديسمبر 1955       | 2 مارس 1992          |
|             | منظمة التعاون الاقتصادي للبحر الأسود      | ?                    | ?                    |
|             | الاتحاد الدولي للاتصالات                  | 9 فبراير 1866        | 20 أكتوبر 1992       |
|             | البنك الدولي للإنشاء والتعمير             | 15 ديسمبر 1972       | 12 أغسطس 1992        |
|             | المركز الدولي لتسوية المنازعات الاستشارية | 12 أكتوبر 1975       | 4 يونيو 2011         |
|             | وكالة ضمان الاستثمار متعدد الأطراف        | 10 سبتمبر 1992       | 9 يونيو 1993         |
|             | يونسكو                                    | 27 يوليو 1956        | 27 مايو 1992         |

## أعلام
هذه قائمة لبعض الشخصيات التي تربطها علاقات بالبلدين:

## وصلات خارجية
- موقع وزارة الخارجية الرومانية
- موقع وزارة الخارجية المولدوفية